# ARA Spiro (P-43)
La corbeta ARA Spiro (P-43) (COSO) es una corbeta multipropósito MEKO 140 de la Armada Argentina construida en el Astillero Río Santiago (del AFNE), situado en Ensenada, Argentina, con licencia y materiales provistos por el astillero Blohm + Voss de Alemania Occidental.

## Historia
La construcción de este buque fue autorizada por el decreto N.º 2310/79 del 1 de agosto de 1979. La corbeta ARA Spiro fue botada el 24 de junio de 1983 siendo su madrina la señora Laura I.L. Poole de Franco. Se incorporó a la 2.ª División de Corbetas el 9 de mayo de 1988. Recibió su pabellón de guerra el 26 de noviembre de 1987, donado por la Colectividad Helénica de Buenos Aires.

## Servicio operativo
Desde que fue incorporado a la 2.ª División de Corbetas —actual División de Corbetas— el buque, participa activamente en ejercitaciones —llamadas Etapas de Mar— con el resto de los buques de la Flota de Mar, la División de Patrullado Marítimo, la Fuerza de Submarinos y aviones y helicópteros de la Aviación Naval. También ha tomado parte en numerosas operaciones navales con unidades de otros países.

### Operativo Alfil
En 1990, la corbeta ARA Spiro participó, con un helicóptero Alouette III a bordo, y junto al destructor ARA Almirante Brown, del bloqueo impuesto a Irak por las Naciones Unidas, en el marco de la resolución N.º 661 del Consejo de Seguridad. En esta misión, denominada Operativo Alfil, los dos buques conformaron el GT 88.0, un Grupo Naval Destacado a las órdenes del capitán de navío Eduardo Alfredo Rosenthal, y partieron para sumarse a la coalición internacional el 25 de septiembre de 1990. Las áreas de operaciones fueron el golfo de Omán, el estrecho de Hormuz y el golfo Pérsico, lugares en los cuales interceptaron 761 buques mercantes y participaron en 17 misiones de escolta. Tras haber actuado en la Campaña del golfo Pérsico, Operación Escudo del Desierto y Tormenta del Desierto, regresaron a la Argentina el 25 de abril de 1991.

### Actualidad
El 4 de septiembre de 1991, capturó a los buques pesqueros españoles Navegantes y Urbain por infringir las leyes de pesca de Argentina. El 18 de abril de 1994 capturó por violar dichas leyes al pesquero surcoreano Petero 301.
Durante 1998, integró el ejercicio combinado UNITAS. Al año siguiente escoltó al destructor ARA Heroína en el Estrecho de Magallanes, el cual transportaba al presidente Menem, próximo a darse un abrazo simbólico con el presidente Frei en señal de mejores relaciones bilaterales con Chile, a bordo del destructor Blanco Encalada.
El 5 de febrero de 2000, capturó al pesquero taiwanés Hou Chun 101, luego de 12 horas de persecución y disparos intimidatorios, con apoyo de un helicóptero. Meses más tarde volvió a participar del UNITAS.
La década de 2000 tuvo a esta unidad en diversas maniobras internacionales: en 2002 navegó hasta Sudáfrica para participar en el ejercicio Atlasur junto con su gemela ARA Robinson. En el Gringo-Gaucho de 2004 acompañó al portaaviones USS Ronald Reagan (CVN-76) en sus maniobras aeronavales. El ejercicio combinado UNITAS tuvo una vez más como protagonista a la corbeta Spiro en 2007. El Fraterno la tuvo en sus ediciones 2004 y 2008.

### Década de 2010
Las actividades operativas son variadas. La participación en ejercicios conjuntos y combinados es constante, realizando despliegues en diferentes puntos del mar argentino y del extranjero.

### Década de 2020
Participó de los ejercicios navales realizado con unidades de la Flota de Mar en el mar Argentino durante 2024.

## Su nombre
Es el segundo buque de la Armada Argentina que lleva este nombre, en homenaje al marino Samuel Spiro de la escuadra del Almirante Brown que murió en el Combate de Arroyo de la China del 28 de marzo de 1814 al hacer volar su buque, la balandra Carmen, antes que rendirlo al enemigo. 
Su antecesor fue el patrullero Spiro (1938)